# Чампотон (град)
Чампотон (шп. Champotón) насеље је у Мексику у савезној држави Кампече у општини Чампотон. Насеље се налази на надморској висини од 10 м.

## Историја
У време открића Америке, Чампотон је био развијено посткласично насеље Маја са кућама и храмовима од камена. Град је открила шпанска експедиција са Кубе 1517. под командом Франсиска Ернандеза де Кордобе , у којој је учествовао и хроничар Бернал Дијаз дел Кастиљо, али су староседеоци успешно одбили покушај Шпанаца да се искрцају и нанели им тешке губитке. У једночасовном боју Шпанци су имали преко 50 мртвих, а вођа експедиције смртно је рањен.
Следеће, 1518, стигла је нова експедиција под командом Хуана де Грихалве, која се поново борила са староседеоцима, претрпевши 7 мртвих и преко 60 рањених. Натеравши браниоце у бекство после тешке борбе, Шпанци су заузели потпуно напуштен град и остали у њему 3 дана.

## Становништво
Према подацима из 2010. године у насељу је живело 30881 становника.

### Хронологија
| Година       | 2000                  | 2005                  | 2010                  |
| ------------ | --------------------- | --------------------- | --------------------- |
| Становништво | 23035 (11399 / 11636) | 27235 (13417 / 13818) | 30881 (15216 / 15665) |

### Попис
| \| \| м \| \| \| ж \| \| 0—2 \| 993 \| \| \| 955 \| \| 3—5 \| 971 \| \| \| 958 \| \| 6—11 \| 1.849 \| \| \| 1.851 \| \| 12—14 \| 945 \| \| \| 913 \| \| 15—17 \| 931 \| \| \| 937 \| \| 18—24 \| 1.972 \| \| \| 2.041 \| \| 60+ \| 1.211 \| \| \| 1.123 \| \| Просек : \| 28,1 \| \| \| 28,5 \| |       |  |  |       |
| |       |  |  |       |
| | м     |  |  | ж     |
| 0—2 | 993   |  |  | 955   |
| 3—5 | 971   |  |  | 958   |
| 6—11 | 1.849 |  |  | 1.851 |
| 12—14 | 945   |  |  | 913   |
| 15—17 | 931   |  |  | 937   |
| 18—24 | 1.972 |  |  | 2.041 |
| 60+ | 1.211 |  |  | 1.123 |
| Просек : | 28,1  |  |  | 28,5  |

| #   | Индикатор                                                                                        | Вредност |
| --- | ------------------------------------------------------------------------------------------------ | -------- |
| 1   | Становништво од 0 до 2 године                                                                    | 1948     |
| 2   | Мушко становништво од 0 до 2 године                                                              | 993      |
| 3   | Женско становништво од 0 до 2 године                                                             | 955      |
| 4   | Становништво са 3 и више година                                                                  | 28774    |
| 5   | Мушко становништво са 3 и више година                                                            | 14147    |
| 6   | Женско становништво са 3 и више година                                                           | 14627    |
| 7   | Становништво са 5 и више година                                                                  | 27492    |
| 8   | Мушко становништво са 5 и више година                                                            | 13503    |
| 9   | Женско становништво са 5 и више година                                                           | 13989    |
| 10  | Становништво са 12 и више година                                                                 | 23145    |
| 11  | Мушко становништво са 12 и више година                                                           | 11327    |
| 12  | Женско становништво са 12 и више година                                                          | 11818    |
| 13  | Становништво са 15 и више година                                                                 | 21287    |
| 14  | Мушко становништво са 15 и више година                                                           | 10382    |
| 15  | Женско становништво са 15 и више година                                                          | 10905    |
| 16  | Становништво са 18 и више година                                                                 | 19419    |
| 17  | Мушко становништво са 18 и више година                                                           | 9451     |
| 18  | Женско становништво са 18 и више година                                                          | 9968     |
| 19  | Становништво од 3 до 5 година                                                                    | 1929     |
| 20  | Мушко становништво од 3 до 5 година                                                              | 971      |
| 21  | Женско становништво од 3 до 5 година                                                             | 958      |
| 22  | Становништво од 6 до 11 година                                                                   | 3700     |
| 23  | Мушко становништво од 6 до 11 година                                                             | 1849     |
| 24  | Женско становништво од 6 до 11 година                                                            | 1851     |
| 25  | Становништво од 8 до 14 година                                                                   | 4282     |
| 26  | Мушко становништво од 8 до 14 година                                                             | 2139     |
| 27  | Женско становништво од 8 до 14 година                                                            | 2143     |
| 28  | Становништво од 12 до 14 година                                                                  | 1858     |
| 29  | Мушко становништво од 12 до 14 година                                                            | 945      |
| 30  | Женско становништво од 12 до 14 година                                                           | 913      |
| 31  | Становништво од 15 до 17 година                                                                  | 1868     |
| 32  | Мушко становништво од 15 до 17 година                                                            | 931      |
| 33  | Женско становништво од 15 до 17 година                                                           | 937      |
| 34  | Становништво од 18 до 24 године                                                                  | 4013     |
| 35  | Мушко становништво од 18 до 24 године                                                            | 1972     |
| 36  | Женско становништво од 18 до 24 године                                                           | 2041     |
| 37  | Женско становништво од 15 до 49 година                                                           | 8578     |
| 38  | Становништво са 60 и више година                                                                 | 2334     |
| 39  | Мушко становништво са 60 и више година                                                           | 1211     |
| 40  | Женско становништво са 60 и више година                                                          | 1123     |
| 41  | Однос између мушкараца и жена                                                                    | 97.13    |
| 42  | Становништво од нуле до 14 година                                                                | 9435     |
| 43  | Становништво од 15 до 64 године                                                                  | 19717    |
| 44  | Становништво од 65 година и више                                                                 | 1570     |
| 45  | Просечан број деце                                                                               | 2.34     |
| 46  | Становништво рођено у ентитету                                                                   | 23701    |
| 47  | Мушко становништво рођено у ентитету                                                             | 11631    |
| 48  | Женско становништво рођено у ентитету                                                            | 12070    |
| 49  | Становништво рођено у другом ентитету                                                            | 6909     |
| 50  | Мушко становништво рођено у другом ентитету                                                      | 3451     |
| 51  | Женско становништво рођено у другом ентитету                                                     | 3458     |
| 52  | Становништво од 5 година и више резидентно у ентитету у јуну 2005. године                        | 25386    |
| 53  | Мушко становништво старосног доба од 5 година и више, резидентно у ентитету у јуну 2005. године  | 12395    |
| 54  | Женско становништво старосног доба од 5 и више година, резидентно у ентитету у јуну 2005. године | 12991    |
| 55  | Становништво од 5 година и више које је живело у другом ентитету у јуну 2005. године             | 1881     |
| 56  | Мушко становништво старије од 5 година које је живело у другом ентитету у јуну 2005. године      | 974      |
| 57  | Женско становништво старије од 5 година које је живело у другом ентитету у јуну 2005. године     | 907      |
| 58  | Становништво од 3 године и више које говори аутохтони језик                                      | 1325     |
| 59  | Мушко становништво старо 3 године и више које говори аутохтони језик                             | 710      |
| 60  | Женско становништво старо 3 године и више које говори аутохтони језик                            | 615      |
| 61  | Становништво од 3 године и више које говори аутохтони језик и не говори шпански језик            | 5        |
| 62  | Мушко становништво старо 3 године и више које говори аутохтони језик и не говори шпански         | 1        |
| 63  | Женско становништво старо 3 године и више које говори аутохтони језик и не говори шпански језик  | 4        |
| 64  | Становништво старо 3 године и више које говори аутохтони језик и шпански                         | 1245     |
| 65  | Мушко становништво старо 3 године и више које говори аутохтони језик и шпански                   | 671      |
| 66  | Женско становништво старо 3 године и више које говори аутохтони језик и шпански                  | 574      |
| 67  | Становништво од 5 година и више које говори аутохтони језик                                      | 1323     |
| 68  | Становништво од 5 година и више које говори аутохтони језик и не говори шпански језик            | 5        |
| 69  | Становништво од 5 година и више које говори аутохтони језик и говори шпански језик               | 1244     |
| 70  | Становништво у домородачким домаћинствима                                                        | 3422     |
| 71  | Становништво са ограничењима у активностима                                                      | 1934     |
| 72  | Становништво са ограниченим ходањем или кретањем, горе или доле                                  | 1215     |
| 73  | Становници са ограничењима вида, чак и уз кориштење сочива                                       | 548      |
| 74  | Становништво са ограничењима говора, комуникације или конверзације                               | 187      |
| 75  | Становништво са ограниченим слухом                                                               | 143      |
| 76  | Становништво са ограничењима при одевању, купању или јелу                                        | 114      |
| 77  | Становништво са ограничењима у опажању или учењу једноставних ствари                             | 96       |
| 78  | Становништво са менталним ограничењима                                                           | 131      |
| 79  | Становништво без ограничења активности                                                           | 28719    |
| 80  | Становништво од 3 до 5 година које не похађа школу                                               | 804      |
| 81  | Мушко становништво од 3 до 5 година које не похађа школу                                         | 425      |
| 82  | Женско становништво од 3 до 5 година које не похађа школу                                        | 379      |
| 83  | Становништво од 6 до 11 година које не похађа школу                                              | 116      |
| 84  | Мушко становништво од 6 до 11 година које не похађа школу                                        | 60       |
| 85  | Женско становништво од 6 до 11 година које не похађа школу                                       | 56       |
| 86  | Становништво од 12 до 14 година које не похађа школу                                             | 191      |
| 87  | Мушко становништво од 12 до 14 година које не похађа школу                                       | 91       |
| 88  | Женско становништво од 12 до 14 година које не похађа школу                                      | 100      |
| 89  | Становништво од 15 до 17 година похађа школу                                                     | 1271     |
| 90  | Мушко становништво од 15 до 17 година похађа школу                                               | 621      |
| 91  | Женско становништво између 15 и 17 година живота у школи                                         | 650      |
| 92  | Становништво од 18 до 24 године похађа школу                                                     | 992      |
| 93  | Мушко становништво од 18 до 24 године похађа школу                                               | 507      |
| 94  | Женско становништво од 18 до 24 године похађа школу                                              | 485      |
| 95  | Становништво од 8 до 14 година које не може да чита и пише                                       | 191      |
| 96  | Мушко становништво старосног доба од 8 до 14 година које не може да чита и пише                  | 104      |
| 97  | Женско становништво старосног доби од 8 до 14 година које не може да чита и пише                 | 87       |
| 98  | Становништво од 15 година и више које је неписмено                                               | 1795     |
| 99  | Мушко становништво од 15 година и више које је неписмено                                         | 754      |
| 100 | Женско становништво од 15 година и више које је неписмено                                        | 1041     |
| 101 | Становништво старо 15 и више година без школовања                                                | 1834     |
| 102 | Мушко становништво старо 15 и више година без школовања                                          | 808      |
| 103 | Женско становништво старо 15 и више година без школовања                                         | 1026     |
| 104 | Становништво старосног доба 15 и више година са непотпуним основним образовањем                  | 3028     |
| 105 | Мушко становништво старосног доба од 15 година и више са непотпуном основним образовањем         | 1431     |
| 106 | Женско становништво старосног доба 15 и више година са непотпуном основним образовањем           | 1597     |
| 107 | Становништво старо 15 и више година са комплетним основним образовањем                           | 3125     |
| 108 | Мушко становништво старо 15 година и више са комплетним основним образовањем                     | 1425     |
| 109 | Женско становништво старо 15 и више година са комплетним основним образовањем                    | 1700     |
| 110 | Становништво старосног доба 15 и више година са непотпуним средњим образовањем                   | 1127     |
| 111 | Мушко становништво старосног доба од 15 година и више са непотпуним средњим образовањем          | 603      |
| 112 | Женско становништво старосног доба од 15 година и више са непотпуним средњим образовањем         | 524      |
| 113 | Становништво старо 15 и више година са пуним секундарном образовањем                             | 5274     |
| 114 | Мушко становништво старосног доба од 15 година и више са пуним секундарном образовањем           | 2596     |
| 115 | Женско становништво старосног доба од 15 година и више са пуним секундарном образовањем          | 2678     |
| 116 | Становништво старије од 18 година са постосновним образовањем                                    | 6266     |
| 117 | Мушко становништво старије од 18 година са постосновним образовањем                              | 3223     |
| 118 | Женско становништво старије од 18 година са постосновним образовањем                             | 3043     |
| 119 | Просечна оцена школовања                                                                         | 8.1      |
| 120 | Просечан ниво образовања мушке популације                                                        | 8.3      |
| 121 | Просечан ниво образовања женског становништва                                                    | 7.9      |
| 122 | Економски активно становништво                                                                   | 11959    |
| 123 | Економски активна мушка популација                                                               | 8462     |
| 124 | Економски активна женска популација                                                              | 3497     |
| 125 | Становништво које није економски активно                                                         | 11037    |
| 126 | Мушко становништво које није економски активно                                                   | 2762     |
| 127 | Женско становништво које није економски активно                                                  | 8275     |
| 128 | Запослено становништво                                                                           | 11582    |
| 129 | Запослено мушко становништво                                                                     | 8129     |
| 130 | Запослено женско становништво                                                                    | 3453     |
| 131 | Незапослена популација                                                                           | 377      |
| 132 | Незапослена мушка популација                                                                     | 333      |
| 133 | Незапослена женска популација                                                                    | 44       |
| 134 | Становништво без права на здравствене услуге                                                     | 7054     |
| 135 | Становништво које има право на здравствене услуге                                                | 23643    |
| 136 | Становништво које има право на ИМСС                                                              | 7862     |
| 137 | Становништво које има право на социјално осигурање                                               | 1708     |
| 138 | Становништво које има право на државно социјално осигурање                                       | 37       |
| 139 | Становништво које има право на опште осигурање или здравствено осигурање за нову генерацију      | 11699    |
| 140 | Становништво које је било једном или није било у браку током 12 година и више                    | 6989     |
| 141 | Венчано или уједињено становништво од 12 година и више                                           | 13881    |
| 142 | Становништво које је било у браку или уједињено 12 година и више                                 | 2245     |
| 143 | Становништво са католичком религијом                                                             | 17741    |
| 144 | Протестанти, еванђелисти и библијски следбеници различити од еванђелиста                         | 7693     |
| 145 | Становништво са другим религијама различитим од претходних                                       | 62       |
| 146 | Становништво без религије                                                                        | 5076     |
| 147 | Укупно пописаних домаћинства                                                                     | 8208     |
| 148 | Пописна домаћинства на челу са мушкарцима                                                        | 6051     |
| 149 | Пописна домаћинства на челу са женама                                                            | 2157     |
| 150 | Становништво у пописним домаћинствима                                                            | 30706    |
| 151 | Становништво у пописним домаћинствима на челу са мушкарцима                                      | 23302    |
| 152 | Становништво у пописним домаћинствима на челу са женама                                          | 7404     |
| 153 | Укупно домаћинстава                                                                              | 9873     |
| 154 | Укупно насељених домаћинстава                                                                    | 8259     |
| 155 | Укупно приватних кућа                                                                            | 9822     |
| 156 | Насељени приватни домови                                                                         | 8208     |
| 157 | Укупно насељених приватних кућа                                                                  | 8258     |
| 158 | Ненасељене приватне куће                                                                         | 1071     |
| 159 | Појединачна домаћинства за привремену употребу                                                   | 543      |
| 160 | Становници у насељеним приватним кућама                                                          | 30706    |
| 161 | Насељеност станара у приватним становима                                                         | 3.74     |
| 162 | Просечно становника по соби у приватним насељеним домаћинствима                                  | 1.27     |
| 163 | Појединачна домаћинства са подовима од различитих материјала од земље                            | 7667     |
| 164 | Појединачна домаћинства у приземљу                                                               | 526      |
| 165 | Појединачна домаћинства са једном спаваћом собом                                                 | 4510     |
| 166 | Појединачна домаћинства са две спаваће собе и више                                               | 3684     |
| 167 | Појединачна домаћинства са једним собом                                                          | 1625     |
| 168 | Појединачна домаћинства са две собе                                                              | 1932     |
| 169 | Појединачна домаћинства са 3 собе и више                                                         | 4629     |
| 170 | Појединачна домаћинства која имају електрично светло                                             | 8027     |
| 171 | Појединачна домаћинства која немају електрично светло                                            | 170      |
| 172 | Појединачна домаћинства која имају водоводну воду у стамбеном простору                           | 6979     |
| 173 | Појединачна домаћинства која немају водоводну воду у стамбеном простору                          | 1204     |
| 174 | Појединачна домаћинства која имају тоалет                                                        | 7613     |
| 175 | Појединачна домаћинства која имају канализацију                                                  | 7336     |
| 176 | Појединачна домаћинства која немају канализацију                                                 | 833      |
| 177 | Појединачна домаћинства која имају електрично светло, довод воде из јавне мреже и канализацију   | 6399     |
| 178 | Појединачна домаћинства без икаквих услова                                                       | 272      |
| 179 | Појединачна домаћинства која имају радио                                                         | 3787     |
| 180 | Појединачна домаћинства која имају телевизор                                                     | 7397     |
| 181 | Појединачна домаћинства која имају фрижидер                                                      | 6606     |
| 182 | Појединачна домаћинства која имају машину за веш                                                 | 5941     |
| 183 | Појединачна домаћинства која имају аутомобил или комби                                           | 2136     |
| 184 | Појединачна домаћинства која имају рачунар                                                       | 1448     |
| 185 | Појединачна домаћинства која имају фиксну телефонску линију                                      | 1185     |
| 186 | Појединачна домаћинства која имају мобилни телефон                                               | 5820     |
| 187 | Појединачна домаћинства која имају приступ интернету                                             | 764      |
| 188 | Величина локације                                                                                | 9        |